# Nils Svantesson

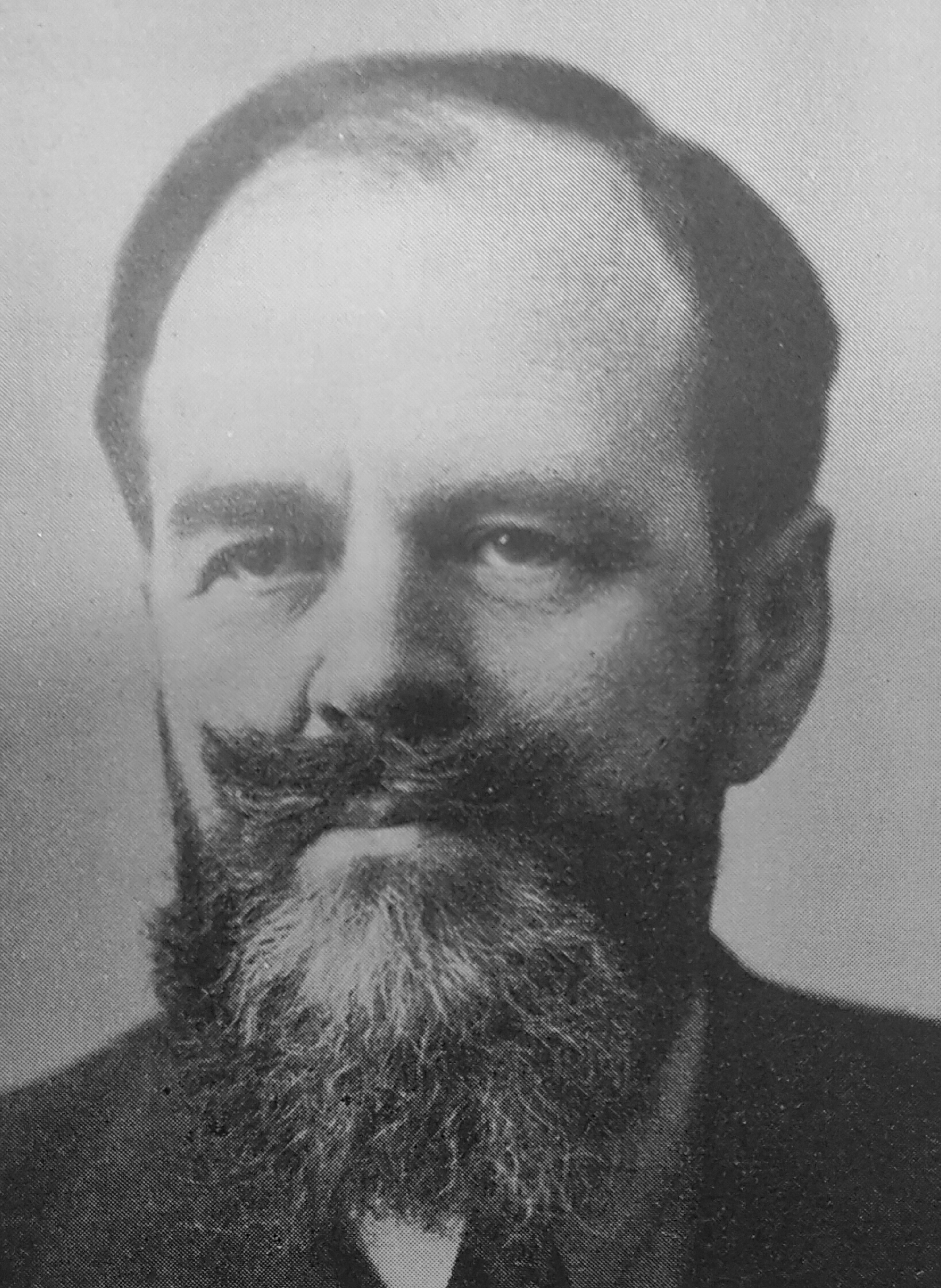
Nils Svantesson Lantmätare

Nils Svantesson, född 18 januari 1890 i Malmö, död 19 september 1980, var en svensk lantmätare. 
Svantesson, som var son till tullkontrollör Svante Svensson och Carolina Bengtsson, avlade lantmäteriexamen 1910, blev filosofie kandidat vid Lunds universitet 1918, filosofie licentiat vid Uppsala universitet 1921 och filosofie doktor vid Lunds universitet 1924. Han uppehöll del av professuren i kulturteknik, fältmätning och husbyggnadslära vid Alnarps lantbruksinstitut 1919–1930, var distriktslantmätare i Danderyd 1930, byrådirektör i Lantmäteristyrelsen 1931 och överlantmätare i Kristianstad 1932–1955. 
Svantesson var ledamot av Kristianstads läns landsting 1947–1962, av stadsfullmäktige 1939–1961 (högern), ledamot av drätselkammaren 1935–1961 (ordförande 1941–1961) och av byggnadsnämnden 1938–1945 (vice ordförande 1943–1945). Han var ledamot av styrelsen för Svenska Handelsbanken i Kristianstad 1938–1960 (ordförande 1947–1960), ordförande i Kristianstads läns kristidsstyrelse 1940–1949 och länsblockmyndighet 1942–1951 samt vice ordförande i länets högerförbund 1943–1965, vattenrättsnämndeman 1942–1954, ledamot av länsprövningsnämnden 1943–1961, ordförande i styrelsen för lantbrukskemiska kontrollstationen i Kristianstad 1947–1961, ledamot av Skogsvårdsstyrelsen 1960–1964, vice ordförande i landstingets centrala byggnadskommitté 1960–1962, ordförande 1963–1967, vice ordförande i landstingets centrala verkstadsskola 1960–1962, ordförande 1963–1964.